# 엘리엇 피치 셰퍼드

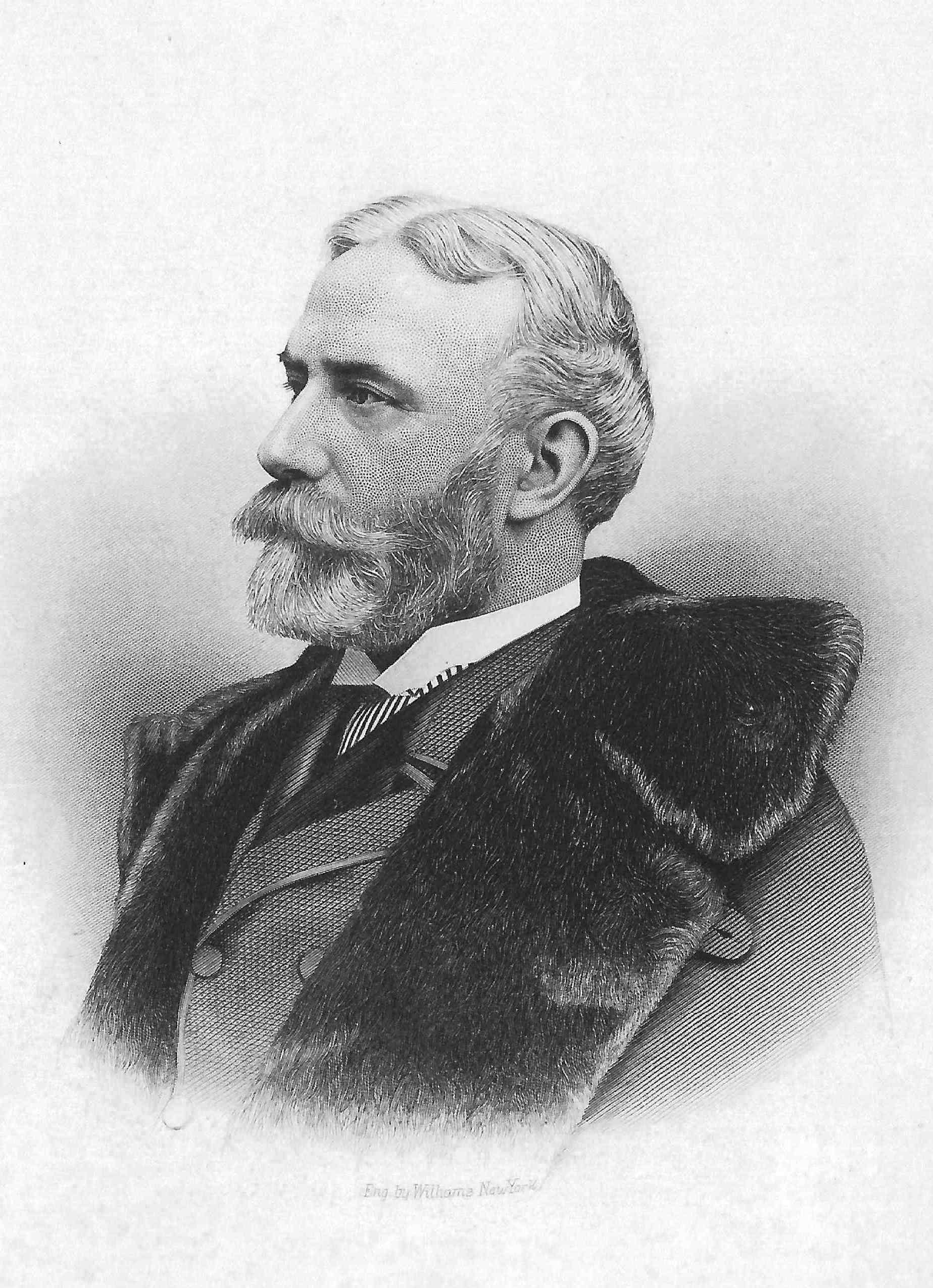
1890년 초상화

엘리엇 피치 셰퍼드(Elliott Fitch Shepard, 1833년 7월 25일 – 1893년 3월 24일)는 미국의 변호사, 은행가, 메일 앤드 익스프레스(Mail and Express) 신문의 소유주이자 뉴욕주 변호사 협회의 창립자이자 회장이었다. 셰퍼드는 박애주의자이자 사업가이자 가족의 가장인 코닐리어스 밴더빌트의 손녀인 마가렛 루이자 밴더빌트(Margaret Louisa Vanderbilt)와 결혼했다. 셰퍼드의 브라이어클리프 매너(Briarcliff Manor) 거주지 우들리(Woodlea)와 그가 근처에 설립한 스카보로 장로교회(Scarborough Presbyterian Church)는 스카버러 역사지구(Scarborough Historic District)에 재산을 기부하고 있다.
셰퍼드는 뉴욕주 제임스타운 (뉴욕주)에서 지폐 조각 회사 사장의 세 아들 중 한 명으로 태어났다. 1855년 뉴욕 시립대학교를 졸업하고 약 25년 동안 변호사로 일했다. 미국 남북 전쟁 동안 셰퍼드는 연합군 모집관이었으며 이후 대령 직급을 얻었다. 나중에 여러 기관과 은행의 창립자이자 후원자가 되었다. 셰퍼드는 스카버러 온 허드슨(Scarborough-on-Hudson)의 브라이어클리프 매너 마을로 이사했을 때 스카보로 장로교회를 설립하고 우들리를 세웠다. 집과 그 땅은 이제 슬리피 할로우 컨트리클럽(Sleepy Hollow Country Club)의 일부이다.